# Alfred Gleisner
Alfred Gleisner (* 19. Juni 1908 in Kamen; † 15. Februar 1991 in Unna) war ein deutscher Politiker der SPD.

## Leben und Beruf
Nach dem Besuch der Volksschule wurde Gleisner zunächst Bergmann. 1928 wechselte er als Kriminalsekretär nach Berlin, wo er 1932 Inspektor wurde. 1933 schied er aus dem Staatsdienst aus und wurde Versicherungsangestellter. 1939 wechselte er als Fabrikdirektor nach Frankfurt am Main, musste aber bereits im selben Jahr den Kriegsdienst (bis 1945) antreten.
Nach dem Zweiten Weltkrieg wurde Gleisner hauptamtlicher Mitarbeiter der SPD. Seit 1956 war er ehrenamtlicher Vorsitzender des Landespolizeibeirates.
Gleisner engagierte sich ehrenamtlich stark für die kommunale Selbstverwaltung. Er war erster Präsident des 1971 neu gegründeten nordrhein-westfälischen Städte- und Gemeindebundes, des kommunalen Spitzenverbands der kreisangehörigen Städte und Gemeinden in Nordrhein-Westfalen.

## Partei und Abgeordneter
Gleisner war in den 1950er Jahren Vorsitzender des örtlichen SPD-Bezirkes.
Von 1946 bis 1959 war Gleisner Mitglied im Stadtrat von Unna und im Kreistag des Landkreises Unna sowie in beiden Gremien SPD-Fraktionsvorsitzender.
Gleisner gehörte von 1947 bis 1950 auch dem Landtag von Nordrhein-Westfalen an, wo er stellvertretender Vorsitzender des Rechts- und des Justizausschusses war.
Seit der ersten Wahl 1949 bis zur Mandatsniederlegung am 17. März 1959 war er Bundestagsabgeordneter. 1949 gewann er das Direktmandat im Wahlkreis Unna–Hamm und bei den beiden folgenden Wahlen zog er über die Landesliste der SPD Nordrhein-Westfalen ins Parlament ein. Im Bundestag war er ordentliches Mitglied des Verteidigungsausschusses von 1949 bis 1959. Dem Innenausschuss gehörte er von 1953 bis 1957 als stellvertretendes Mitglied an.

## Öffentliche Ämter
Seit dem 17. März 1959 war Gleisner Amtsdirektor des Amtes Pelkum, Landkreis Unna. Vom 1. Januar bis zum 14. Juni 1966 war er Gemeindedirektor der Großgemeinde Bergkamen und seitdem (Verleihung der Bezeichnung „Stadt“) bis zu seiner Pensionierung 1973 der erste Stadtdirektor der neu entstandenen Stadt Bergkamen.

## Ehrungen
- 1971: Verdienstkreuz 1. Klasse der Bundesrepublik Deutschland
- 1973: Ehrenbürger der Stadt Bergkamen[2]
- 1980: Großes Verdienstkreuz der Bundesrepublik Deutschland